# Синклер, Уильям, 2-й граф Кейтнесс
Уильям Синклер, 2-й граф Кейтнесс (англ. William Sinclair, 2nd Earl of Caithness; 1459 — 9 сентября 1513) — шотландский дворянин, 2-й граф Кейтнесс (1476—1513), глава клана Синклер, шотландского клана на Северо-Шотландском нагорье.

## Ранние годы
Родился в 1459 году в замке Рейвенскрейг, Керколди (Шотландия). Второй сын Уильяма Синклера, 1-го графа Кейтнесса, и Марджори Сазерленд, дочери сэра Александра Сазерленда из Данбита.

## Граф Кейтнесс
Уильям Синклер получил хартию от короля Шотландии Якова III Стюарта, датированную 7 декабря 1476 года, согласно которой графство Кейтнесс принадлежало ему и его наследникам. Граф Кейтнесс поддержал короля Якова II во время восстания 1488 года, которое возглавил собственный сын Шотландии Яков IV. Граф является участником хартии земель Кейтнесса, которая была составлена в замке Синклер Гирниго и датирована 14 марта 1496 года. Он также является участником хартии на землю в Хьялтланде (Шетландские острова), датированной в Эдинбурге 3 декабря 1498 года. Существует ремиссия, сделанная Джорджем Хепбёрном, который был епископом островов с 1510 по 1513 год, в пользу Уильяма, графа Кейтнесса, за все «убийства и преступления», что, по мнению Ролана Сен-Клера, должно означать инциденты, вызывающие споры, распри и имущественные ссоры, а не личные тяжкие преступления. Уильям, граф Кейтнесс, проживал в замке Синклер-Гирниго, который располагался на выступающей скале недалеко от Носс-Хед на восточной стороне залива Синклер, и теперь это только руины. В 1505 году он заседал в шотландском парламенте . Он также сопровождал короля Якова IV Шотландского в битве при Флоддене против английской армии 9 сентября 1513 года, где они оба были убиты.

## Семья
Он женился на Маргарет Кейт, дочери сэра Гилберта Кейта из замка Инверуги (? — 1521), и Джанет Данбар. Маргарет проживала в Башне Акергилл, которая была очень сильным замком в самой внутренней части залива Синклерс, примерно в двух милях к северу от замка Синклер Гирниго. У них были нижеперечисленные дети:
- Джон Синклер, 3-й граф Кейтнесс (ум. 1529), женился на Элизабет Сазерленд (ум. 1527).
- Александр Синклер из Стемпстера[1], чья дочь Хелен вышла замуж за Дональда Маккея, 11-го жителя Стратнавера[4] . Он был предком линии Синклеров из Данбита[2].
- Уильям Синклер, внебрачный сын[1].

Согласно некоторым источникам, Кейтнесс могла иметь ещё одного ребёнка, Маргарет. Дама Маргарет Синклер, согласно этим источникам, вышла замуж за сэра Томаса Киркпатрика. У них не было детей.